# NGC 1306
NGC 1306 (również PGC 12559) – galaktyka spiralna (Sb), znajdująca się w gwiazdozbiorze Pieca. Odkrył ją Ormond Stone w 1886 roku.